# Championnats panaméricains de VTT 2015
Navigation
Édition précédente Édition suivante
Les Championnats panaméricains de VTT 2015 se sont déroulés du 25 au 29 mars 2015, à Cota en Colombie.

## Résultats

### Cross-country
| Épreuves               | Or                                                                     | Argent                                                                     | Bronze                                                                |
| ---------------------- | ---------------------------------------------------------------------- | -------------------------------------------------------------------------- | --------------------------------------------------------------------- |
| Hommes élites          | Henrique Avancini                                                      | Leonardo Páez                                                              | Luis Anderson Mejía                                                   |
| Hommes moins de 23 ans | Howard Grotts                                                          | Hilvar Malaver                                                             | Keegan Swenson                                                        |
| Hommes juniors         | Egan Bernal                                                            | Wilson Peña                                                                | Jhon Freddy Garzón                                                    |
| Femmes élites          | Daniela Campuzano                                                      | Erin Huck                                                                  | Chloe Woodruff                                                        |
| Femmes moins de 23 ans | Kate Courtney                                                          | Michela Molina                                                             | Haley Smith                                                           |
| Femmes juniors         | Ksenia Lepikhina                                                       | María Fernanda Arévalo                                                     | María José Delgado                                                    |
| Relais mixte           | Colombie Jhon Freddy Garzón Brandon Rivera Laura Abril Fabio Castañeda | États-Unis Stephen Ettinger Christopher Blevins Lea Davison Keegan Swenson | Venezuela Sandro Muñoz Liliana Uzcátegui Víctor García Yonathan Mejía |

### Cross-country eliminator
| Épreuves | Or                    | Argent         | Bronze            |
| -------- | --------------------- | -------------- | ----------------- |
| Hommes   | Luiz Henrique Cocuzzi | Yonathan Mejía | Juan José Carrero |
| Femmes   | Xiomara Guerrero      | Michela Molina | Fernanda Castro   |

### Descente
| Épreuves | Or              | Argent            | Bronze          |
| -------- | --------------- | ----------------- | --------------- |
| Hommes   | Neko Mulally    | Marcelo Gutiérrez | Bernardo Neves  |
| Femmes   | Mariana Salazar | Diana Marggraff   | Camila Nogueira |

## Tableau des médailles
| Rang  | Nation     | Or | Argent | Bronze | Total |
| ----- | ---------- | -- | ------ | ------ | ----- |
| 1     | États-Unis | 4  | 2      | 2      | 8     |
| 2     | Colombie   | 3  | 5      | 4      | 12    |
| 3     | Brésil     | 2  | 0      | 1      | 3     |
| 4     | Mexique    | 1  | 0      | 0      | 1     |
| 4     | Salvador   | 1  | 0      | 0      | 1     |
| 6     | Équateur   | 0  | 3      | 0      | 3     |
| 7     | Venezuela  | 0  | 1      | 1      | 2     |
| 8     | Argentine  | 0  | 0      | 1      | 1     |
| 9     | Canada     | 0  | 0      | 1      | 1     |
| 9     | Chili      | 0  | 0      | 1      | 1     |
| Total | Total      | 11 | 11     | 11     | 33    |